# Pałac w Pyszczynie
Pałac w Pyszczynie – zabytkowy pałac rozbudowany w  1794 r. z wcześniejszego dworu w Pyszczynie – wsi w Polsce, w województwie dolnośląskim, w powiecie świdnickim, w gminie Żarów.

## Historia
Już w XIII w. istniał we wsi zamek, który do 1277 r. należał do Henryka IV Prawego, księcia wrocławskiego. W tym samym roku znalazł się w księstwie legnickim. W roku 1339 książę Bolko II podarował wieś Johannowi von Tschirn, którego potomkowie byli właścicielami do 1520 r. W tym czasie, przed 1365 r. istniał tu mały dwór obronny. W latach 1520–1725 Pyszczyn należał do rodziny von Reichenbach. Następnie, w roku 1727 biskup Ludwik Franciszek neuburski wydzierżawił majątek Heinrichowi Gottfriedowi baronowi von Spaetgen. Josefa Barbara, córka Heinricha Gottfrieda, wyszła za mąż za Friedricha Rudolfa hrabiego von Matuschka und Toppolczan i wniosła mu w wianie posiadłości. W XIX w. Właścicielem był m.in. Joseph Maximilian hrabia von Matuschka und Toppolczan baron von Spaetgen. To on właśnie założył teatr, przebudowując budynek dawnego spichlerza. Przedstawienia odbywały się w nim do połowy XIX w. W teatrze grywali von Matuschka-Toppolczanowie, a na ich amatorskie przedstawienia, których premier było nawet kilka w roku, zjeżdżały się tutaj wszystkie liczące się okoliczne rodziny. Ostatnim właścicielem z tej rodziny był Heinrich Gottfried von Matuschka-Toppolczana, który zginął w lutym 1945 r., kiedy do Pyszczyna weszła armia radziecka. Heinrich Gottfried postanowił nie opuszczać swojej ziemi rodzinnej i nie uciekł z innymi mieszkańcami wsi. Rosjanie zabili go, a sam pałac ograbili i zdewastowali. Po wojnie pałac został upaństwowiony, a jego właścicielem był PGR w Szczepanowie. W 1987 r. w murze okalającym rezydencję znaleziono butelkę z informacją z 1923 r. Zamurował ją tam asystent gospodarczy Matuschków. Na firmowym papierze zanotowano m.in. wyliczenie gatunków zwierząt hodowanych w gospodarstwie i wytłumaczenie, że budowa muru była konieczna. Powstał z powodu częstych włamań. Administracja zmuszona była do tego ze względu na panujące niepokoje i częste włamania, przygotowywane i wykonywane komunistyczną ręką. Owe w większości elementy obce starają się być użyteczne narodowi, urzeczywistniając swe fantastyczne plany. Ale w ich szeregach znajdują się elementy, które wkroczyły na nieuczciwą drogę w nadziei szybkiego wzbogacenia się bez uczciwej pracy. W pałacu znajdowały się mieszkania prywatne. Obiekt należał do AWRSP. W sierpniu 2013 r. pałac zakupiła osoba prywatna za ponad 848 tys. zł.

## Opis
Pałac wczesnoklasycystyczny, rozbudowany w latach 1794–96, restaurowany w 1882 r., częściowo zdewastowany w 1945 r.
Pałac rozplanowany na rzucie podkowy, dwutraktowy, dwukondygnacjowy, nakryty dachami dwuspadowymi z lukarnami, o skromnych podziałach elewacji, silniej zaakcentowanej podwójnymi pilastrami  korynckimi ujmującymi po bokach barokowy portal głównego wejścia podkreślony na tle dachu półkolistym szczytem. Nad portalem znajduje się kartusz z herbami Heinricha Gottfrieda von Spätgen (1664-1750, L) i jego żony Anny Barbary von Oexle zu Friedenberg (1686-1754, P) oraz medalionem z datą renowacji Renov. MDCCXXVI (1726).
Na półkolistym portalem wejściowym do bocznego skrzydła pałacu znajduje się płycina z herbem hrabiów von Matuschka i  datą renowacji na szarfie Renovatum anno 1882.
Przy pałacu park, z końca XVII-XIX w. oraz teatr, obecnie budynek gospodarczy, z 1783 r.

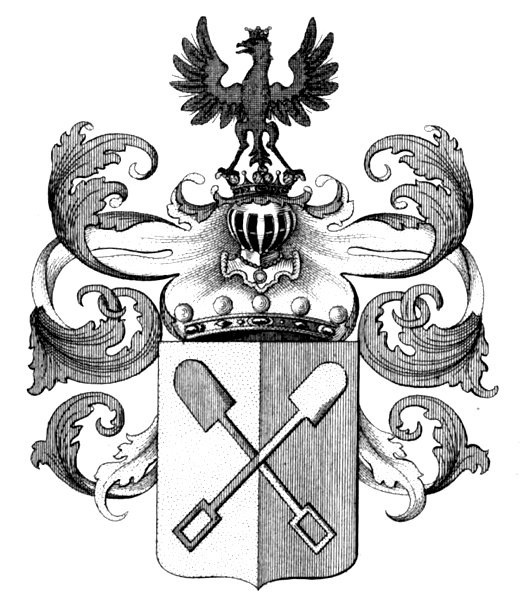
Herb von Spaetgen
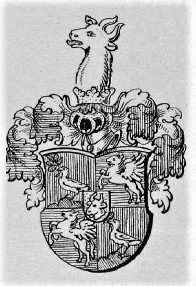
Herb Oexle zu Friedenberg
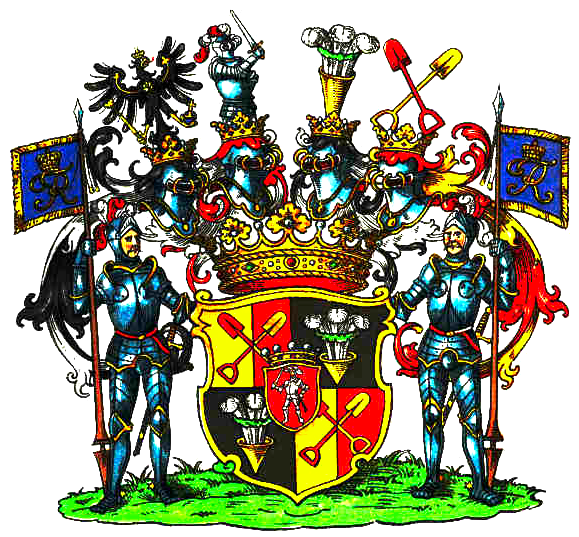
Herb von Matuschka